# Вільям Перрі
Вільям Джеймс Перрі (англ. William James Perry; нар. 11 жовтня 1927, Вандергріфт, Пенсільванія) — американський бізнесмен та інженер, колишній міністр оборони США з 3 лютого 1994 до 23 січня 1997.
Він був заступником міністра оборони США з 1993 по 1994. Є членом Наглядової ради Міжнародного Люксембурзького форуму з запобігання ядерної катастрофи.